# Дионисий Ловчански
 Тази статия е за митрополита на Българската екзархия.  За епископа на Вселенската патриаршия вижте Дионисий Дзавурис.  
Дионисий Ловчански е български духовник, Ловчански митрополит (1873 – 1875).

## Биография
Роден е през 1837 година в Берковица под светското име Евстатий Антонов Помаков. До 1867 година е дякон на софийския митрополит. Учи в Белградската семинария (869 – 1872). Учителства в Берковица, където е един от основателите на читалището. Избран е за ловчански митрополит на 14 юни 1873 година. Когато през 1873 година екзарх Антим I повиква пред Светия синод избрания за нов ловчански митрополит Дионисий, за да му съобщи избора, той му казва: „Надевам ся, че ще бъдете верни на православието, на царството и на Църквата ни в борбата с гръцката Патриархия, която не ся знае какъвъ край ще вземе.“ (93-то заседание на Св. Синод, 6 юли 1873 г. стр. 210). В Ловеч Дионисий Ловчански разобличава турски злоупотреби и настоява пред турското правителство за разследване. Умира от туберкулоза, според други източници е отровен. Във вестник „Знаме“ Христо Ботев го споменава „в числото на нашите мъченически жертви, на които имената ще да се осветят в деня на отмъщението! Амин!“. Според Ботев младият епископ е отровен, защото изобличил злоупотреби на софийския управител Маасар паша и на ловчанския каймакамин.